# 真正老陆稿荐
真正老陆稿荐，是位于中国江苏无锡市的一家老字号熟食店，以无锡酱排骨等卤菜为特色，其起源于清同治年间（约1862-1874年），已有百余年历史。
2010年，成为商务部第二批“中华老字号”品牌之一。

## 简介
清同治年间，无锡藕塘人陆步高夫妇在无锡北门头沙文丼菜场经营猪肉摊，后又易址今工运桥桥堍开肉庄，生熟兼营，名气渐大，遂以两子陆稿、陆荐之名合为“陆稿荐”，用作正式店名。
因经营扩大，陆氏又聘请名厨李荣祥执掌灶头，经其改良，采用“文攻武煨”，使得烧制的酱肉及酱排骨骨酥肉烂、入口即化，而烹调所用的老汁则锅锅相传，更见稠厚香郁了。
又因后来无锡各地出现了诸多打着“陆稿荐”旗号的肉铺，如“陆广昌”、“真陆稿荐”等等，为以示区别，陆氏将“陆稿荐”更名为“真正老陆稿荐”。该牌匾目前仍收藏于肉庄中。
1956年，因公私合营，合并了裕兴、老三珍等肉店。1963年，改名为无锡熟肉店，1983年恢复店名。1997年，推出真空包装保鲜卤菜，为全国第一。如今，真正老陆稿在无锡拥有多家分店，其产品更是远销海内外。

## 知名菜品
- 无锡酱排骨
- 桂花樱桃肉
- 烧鸡
- 盐水鸭

## 逸事
- 据民间流传，陆步高夫妇经营肉摊时，曾资助于一乞丐，后乞丐赠予其一张草席垫子。陆氏夫妻使用草席垫子上的稻草做佐料烧煮猪肉，顿时芳香四溢，可口过人。为感谢高人，陆氏夫妇就将草席垫子之书面用语“稿荐”作为两子之名。[3]

- 无锡陆稿荐售卖有猪舌，因“舌”与“蚀”同音，遂将此物改叫“赚头”。[6]

- 抗战时期，为躲避战乱，百姓纷纷迁居大后方。为谋生路，重庆市面上出现了不少内地小吃，尤以保安路（今八一路中段）最为集中荟萃，无锡陆稿荐卤肉亦在此时远迁过重庆。[7]